# NorrlandsOperan

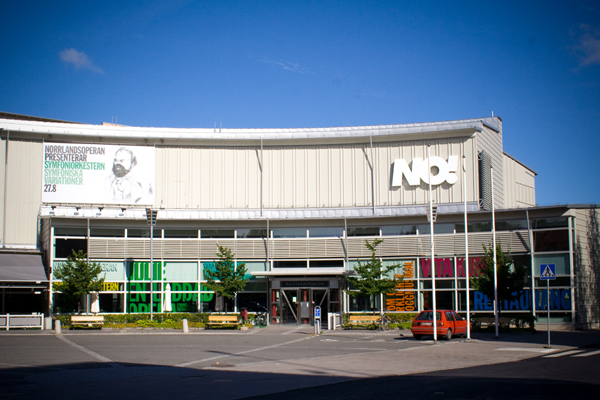
NorrlandsOperan in Umeå

NorrlandsOperan (Norrland’s opera) of NOP is een Zweeds operagezelschap in Umeå in de provincie Västerbottens län in Norrland, Zweden. NOP is eigendom van de gemeente Umeå (40%) en het provinciebestuur van Västerbotten.

## Geschiedenis

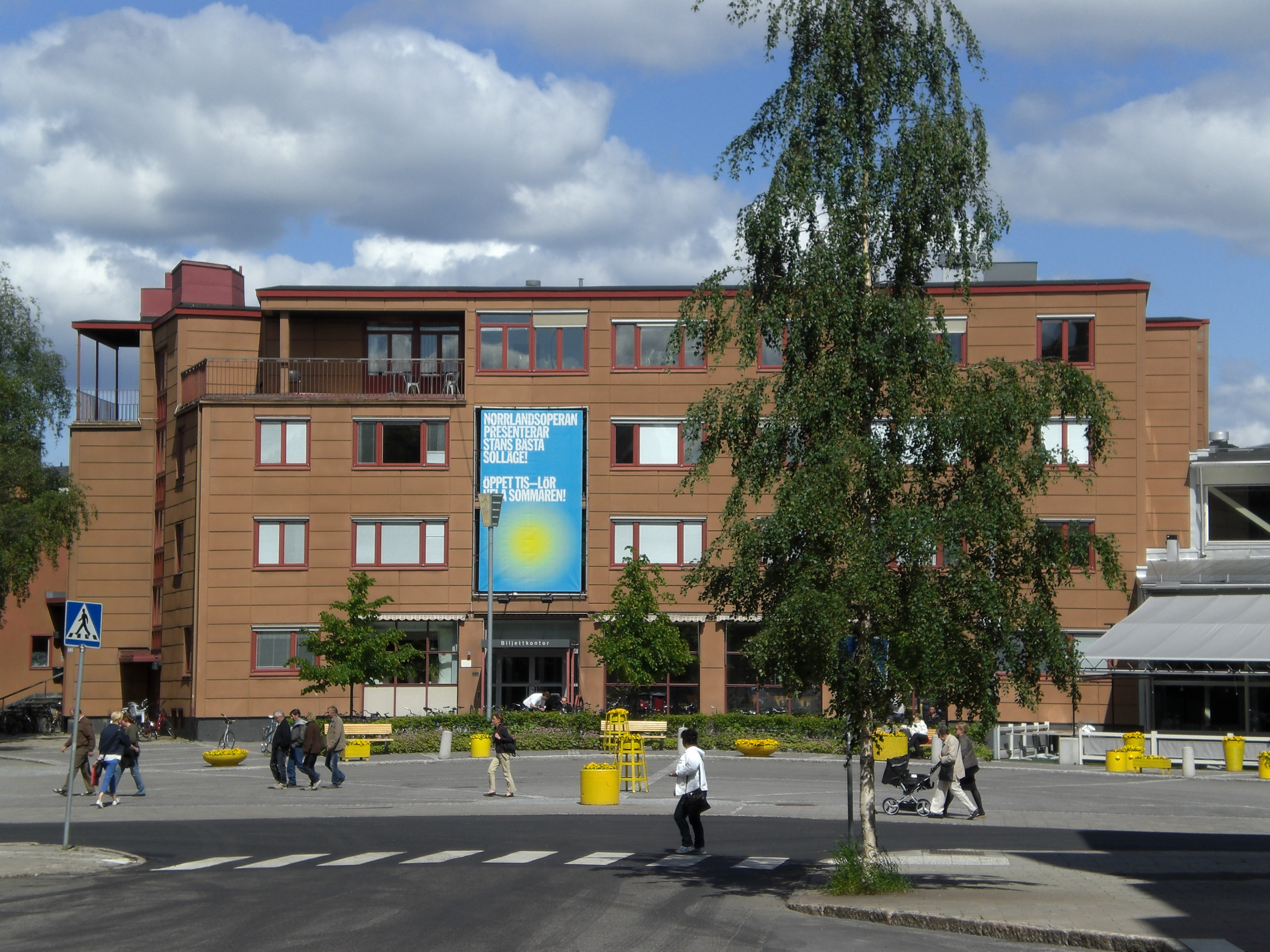
De omgebouwde oude brandweerkazerne

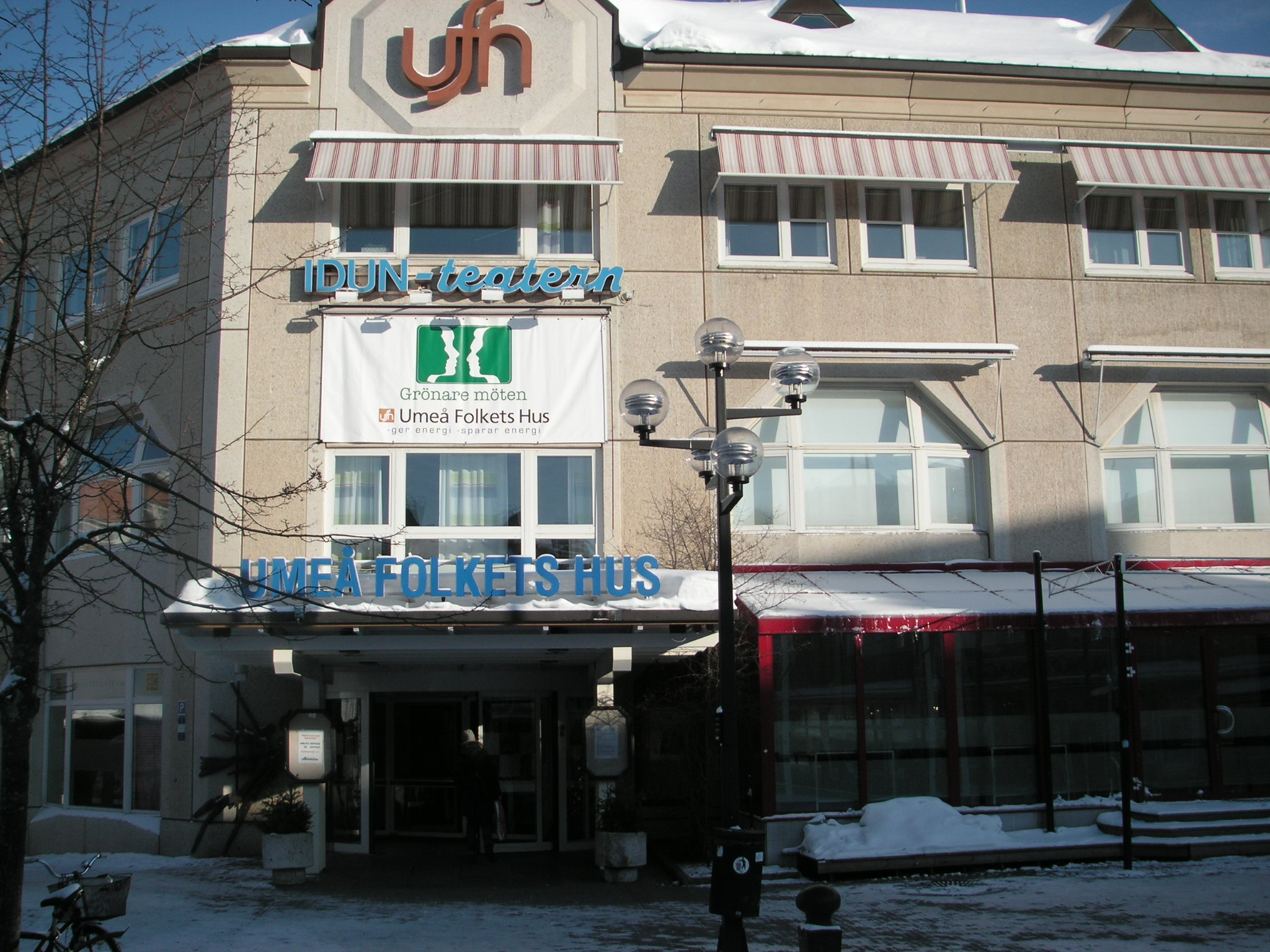
Umeå folkets hus

NOP werd opgericht in 1974 als een regionaal operagezelschap en dit als direct gevolg van de Zweedse culturele hervorming datzelfde jaar. De muziektheatergroep Sångens makt vormde de kern van het nieuw gevormde operagezelschap. Het ensemble gebruikte aanvankelijk een tijdelijk onderkomen maar vond al snel een meer permanente woning in het Umeå Folkets hus (een gebouw op de hoek van Järnvägsallén en Östra Kyrkogatan) De eerste artistiek directeur van NOP was Arnold Östman (1974-1979). 
In 1984 verhuisde NorrlandsOperan naar de verbouwde en uitgebreide oude brandweerkazerne in Umeå, gebouwd in 1937.
In 2002 werd een nieuw gebouwde theater- en concertzaal in gebruik genomen, in combinatie met het oude operagebouw. Het nieuwe gebouw herbergt een lounge met 480 zitplaatsen, een groot podium met zijpodia en orkestbak, en een concertzaal met 500 zitplaatsen.
Sinds 2006 wordt elk jaar in mei het jaarlijks MADE festival georganiseerd, zowel binnen als buiten op het Operaplein.

## Faciliteiten
Er zijn vier locaties (met bijbehorende capaciteit): 
- Teatern (theater): 470 zitplaatsen
- Konsertsalen (concertgebouw): 569 zitplaatsen
- Black Box: 260 zitplaatsen
- B-salen (B-hal): 64 zetels (vooral voor kindershows)

Het gebouw huisvest ook de Vita Kuben (Witte Kubus), een expositieruimte voor hedendaagse kunst.
NOP heeft nu zijn eigen symfonieorkest en faciliteiten voor opera, dans, muziek en kunst, alsook eigen ateliers. De dirigenten van het NOP waren achtereenvolgens Roy Goodman (1995-2001), Kristjan Järvi (2000-2004), Andrea Quinn (2005-2009) en Rumon Gamba (2009-heden). Sinds augustus 2009 is Kjell Engund artistiek directeur.